# Vetenskapsåret 1822

## Händelser
- Bergsskolan i Falun inleder sin undervisning, som 1869 införlivas i Teknologiska Institutet i Stockholm, föregångaren till Kungliga Tekniska högskolan.

### Matematik
- 3 juli - Charles Babbage publicerar förslaget till "differensmaskinen", föregångaren till datamaskinen för uträkning av logarihms och trigonometri. Bygget kommer sponsras av brittiska staten åren 1823-1832, men slutförs dock aldrig .[1]

## Pristagare
- Copleymedaljen: William Buckland, brittisk geolog, paleontolog och präst.

## Födda
- 2 januari - Rudolf Clausius, (död 1888), tysk fysiker och matematiker.
- 6 januari - Heinrich Schliemann, (död 1890), tysk arkeolog - skattletare.
- 16 februari - Francis Galton, (död 1911), brittisk "mångvetare", forskningsresande, biolog.
- 1 maj - Julius von Haast (död 1887), tysk geolog och paleontolog.
- 22 juli - Gregor Mendel, (död 1884), österrikisk genetiker och präst.
- 21 oktober - Adolph Strecker, (död 1871), tysk kemist.
- 27 december - Louis Pasteur, (död 1895), fransk kemist och mikrobiolog.

## Avlidna
- 13 augusti - Jean-Robert Argand, (född 1768), fransk matematiker och bokhandlare.
- 25 augusti - William Herschel, (född 1738), tyskfödd brittisk astronom och kompositör.
- 6 november - Claude Louis Berthollet, (född 1748), fransk kemist.

### Fotnoter
1. ↑  Hyman, Anthony (1982). Charles Babbage: pioneer of the computer. Oxford University Press. sid. 51ff. ISBN 0-19-858170-X